# Военно-воздушные силы Национальной гвардии США
Военно-воздушные силы Национальной гвардии США (ВВС Национальной гвардии США) (англ. US Air National Guard, ANG), Воздушная гвардия США (англ. US Air Guard) — составная часть, вид сил Национальной гвардии США, действующего резерва ВВС ВС США.
ВВС НГ США представляет собой боеготовые части и подразделения организованного резерва ВВС США.

## Принципы формирования, организации, финансирования и комплектования
ВВС Национальной гвардии (ВВС НГ) формируются по тому же принципу, что и Национальная гвардия США, и имеются в каждом штате (государстве) федерации. Все формирования ВВС подчиняются президенту США и губернаторам штатов (государстве). Руководством авиационных частей ВВС на территории штата (государства) в вопросах, относящихся к планированию боевой подготовки, укомплектованию частей, набору добровольцев, продвижению по службе и прочих административных, занимается генерал-адъютант, являющийся начальником штаба при губернаторе штата, командиры соединений и частей ВВС НГ. Решением президента США части ВВС НГ могут переходить в подчинение различным министерствам армии и ВВС, принимать участие в выполнении задач, выполняемых в интересах объединённых командований ВС США.
Общее руководство авиационными частями и подразделениями ВВС НГ осуществляется штабом 1-й воздушной армии, базирующегося на авиационной базе Тиндалл в штате Флорида. Вопросы, связанные со взаимодействием и координацией строительства, организации боевой подготовки, материально-технического обеспечения, связью между федеральными ведомствами, учреждениями и организациями и исполнительной властью штатов, осуществляются через соответствующие управления сухопутных войск и ВВС национальной гвардии.
Численность ВВС НГ для каждого штата устанавливается федеральным и местным законодательством пропорционально численности населения штатов. Финансирование содержания ВВС НГ осуществляется за счёт федерального бюджета США (90 %) и за счёт средств штатов (10 %).
Комплектование ВВС НГ производится на добровольных началах по территориальному принципу. При этом укомплектование производится за счёт граждан, отслуживших действительную военную службу и имеющих необходимую подготовку. Офицерский состав ВВС НГ комплектуется офицерами регулярных ВВС, отслуживших действительную военную службу, выпускниками курсов вневойсковой подготовки офицеров резерва, а также лицами, окончившими офицерские кандидатские школы. Инструкторский состав частей и преподавательский состав учебных центров ВВС НГ набираются из числа офицеров, сержантов и рядовых регулярных ВВС. С приписным составом ВВС НГ проводятся занятия по боевой и специальной подготовке в размере 48 четырёхчасовых занятий и месячных лагерных сборов ежегодно. В мирное время один раз в пять лет гвардейцы ВВС могут быть привлечены для решения задач, возлагаемых на регулярные силы, сроком на 12 месяцев.
ВВС НГ формально предназначены для обороны территории США. Фактически ВВС НГ регулярно принимают участие в операциях за пределами территории США, поскольку оснащены той же техникой и проходят обучение по тем же программам, что и регулярные Военно-воздушные силы США. ВВС Национальной гвардии каждого штата имеют в своём составе от одного до пяти авиакрыльев и авиагрупп. Всего в ВВС Национальной гвардии 81 авиационное крыло, три группы связи, одна разведывательная группа, две группы кибернетических операций, одна группа специальных операций.

## Боевые задачи

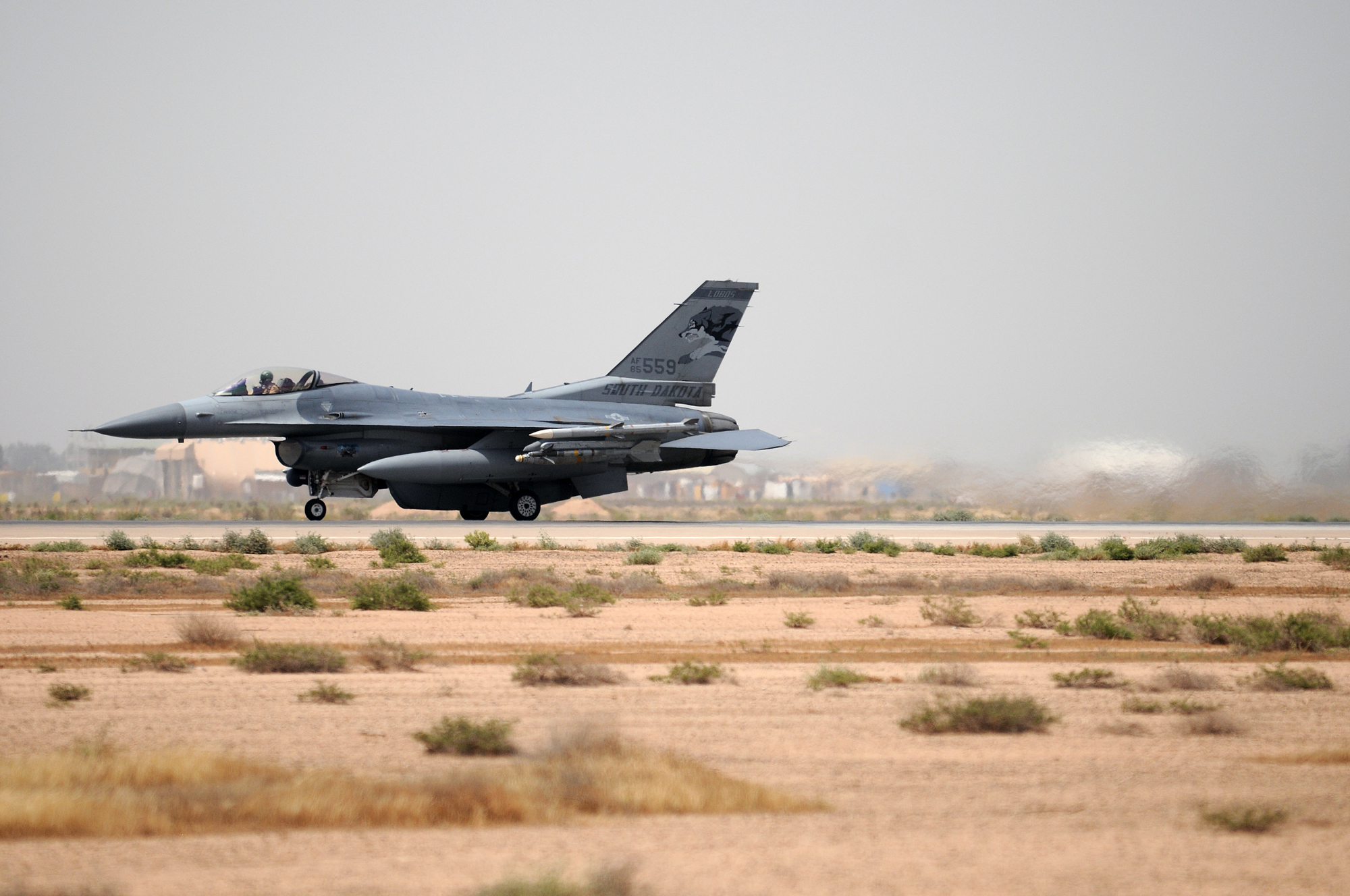
Взлёт F-16 из состава 332-й экспедиционной истребительной эскадрильи ВВС Национальной гвардии США на авиабазе Балад в Ираке. 2010 год

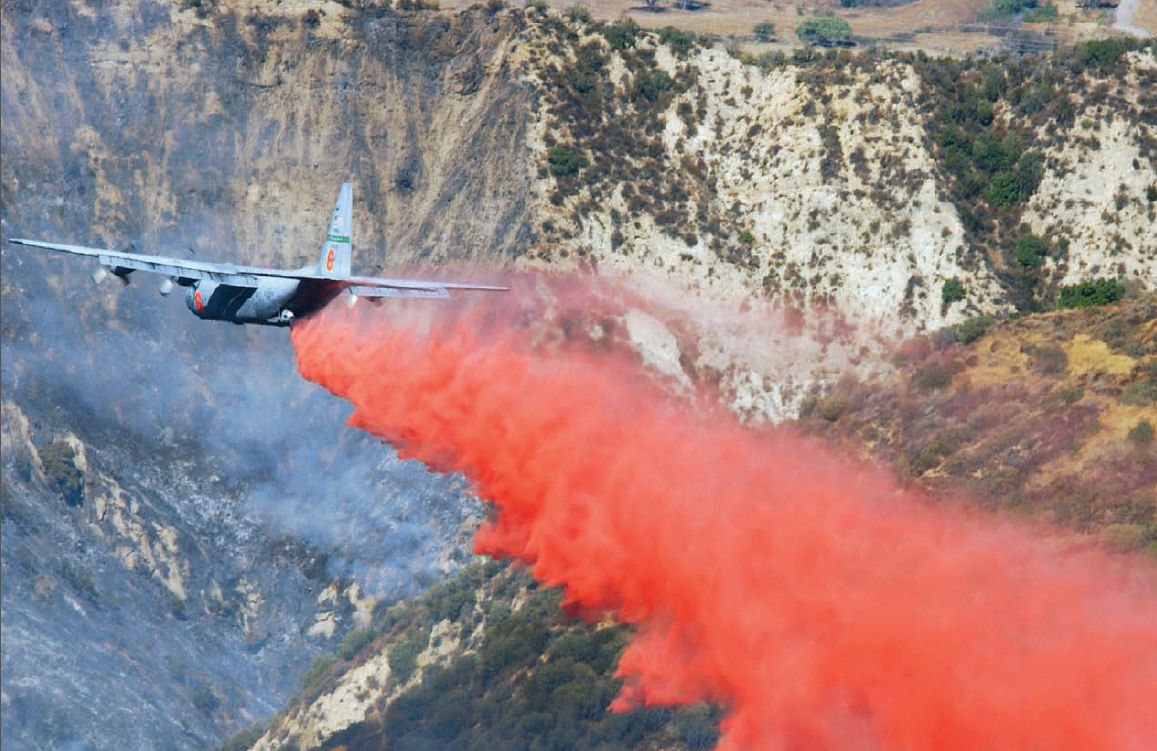
Самолёт C-130E из состава 146-го воздушного крыла на тушении пожара в Южной Калифорнии 28 октября 2003 года

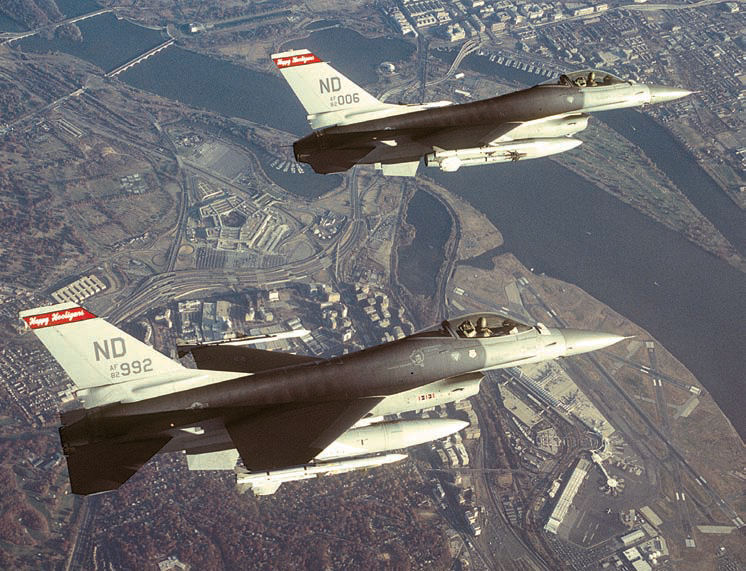
Истребители F-16 из состава 119-го истребительного авиакрыла ВВС НГ Северной Дакоты на боевом патрулировании над Пентагоном, штат Вирджиния — операция «Благородный Орёл». Ноябрь 2001 года.

Формирования ВВС НГ в пределах национальной территории выполняют основную роль при решении задач патрулирования воздушного пространства и прикрытия с воздуха особо важных административных и экономических объектов, перехвата воздушных судов, поиска и спасения терпящих бедствие, выявления и пресечения наркотрафика.
Во время террористических актов 11 сентября 2001 года экипажи истребителей из состава ВВС НГ были первыми, кто отреагировал на чрезвычайную ситуацию. В настоящее время истребительная авиация ВВС НГ по-прежнему задействуется в операции по прикрытию с воздуха национальной территории «Благородный орёл». В ходе ликвидации масштабных лесных пожаров в Калифорнии в октябре 2007 года её подразделениями было сброшено свыше 66 млн м³ реагентов на очаги возгораний, а в ходе поисково-спасательных мероприятий с их участием было спасено 40 человек, при этом общий налёт составил около 320 ч.
ВВС НГ взаимодействуют со службой охраны государственной границы США и Агентством по борьбе с незаконным оборотом наркотиков. Это взаимодействие оценивается американским руководством как образец межведомственного сотрудничества. Силы и средства гвардии являются ключевым компонентом при проведении операций по борьбе с наркотрафиком и нелегальной эмиграцией на континентальной части США.

## Участие в операциях и битвах
Решением президента силы ВВС НГ могут принимать участие в военных операциях вне территории США. За весь период существования ВВС НГ принимали участие в операциях:
- Корейская война — с 25 июня 1950 по 27 июля 1953 года;
- Война во Вьетнаме — с 1 ноября 1957 года[3][4] по 30 апреля 1975 года;
- Операция «Urgent Fury» («Вспышка ярости», Вторжение США на Гренаду) — с 25 по 27 октября 1983 года;
- Война в Персидском заливе (Операция «Щит Пустыни», Операция «Буря в пустыне») — со 2 августа 1990 года по 28 февраля 1991 года;
- Бомбардировки Югославии силами НАТО — с 24 марта 1999 года по 10 июня 1999 года;
- Операция «Несокрушимая свобода» — с 7 октября 2001 по 28 декабря 2014 года:
  - Операция «Несокрушимая свобода» — Афганистан (Operation Enduring Freedom — Afghanistan; OEF-A) — с 7 октября 2001 года по 28 декабря 2014 года[5]
  - Операция «Несокрушимая свобода» — Филиппины (Operation Enduring Freedom — Philippines; OEF-P) — с 10 октября 2001 года по настоящее время.
  - Операция «Несокрушимая свобода» — Африканский рог (Operation Enduring Freedom — Horn of Africa; OEF-HOA) — с 7 октября 2002 года по настоящее время.
  - Операция «Несокрушимая свобода» — Западная Сахара (Operation Enduring Freedom — Trans Sahara; OEF-TS) — с 10 января 2004 года по настоящее время.
  - Операция «Несокрушимая свобода» — Панкисское ущелье (Operation Enduring Freedom — Pankisi Gorge) — с 30 апреля 2002 года по 2004 год
- Война в Афганистане — с 7 октября 2001 года по 28 декабря 2014 года[5]
- Иракская война — с 20 марта 2003 года по 15 декабря 2011 года[6]

## Командование ВВС Национальной гвардии

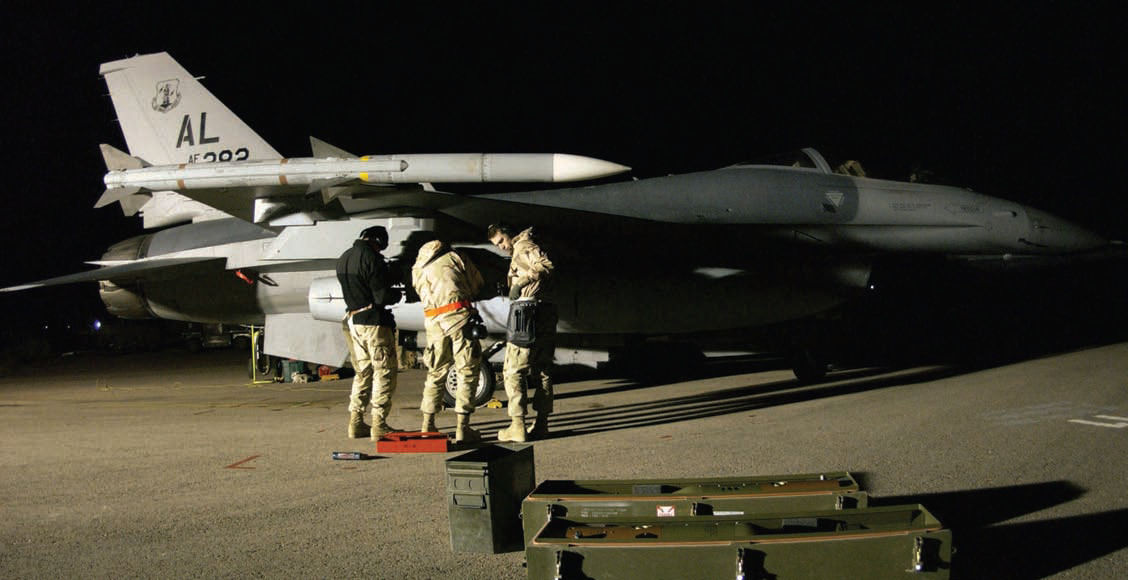
Подготовка самолёта 187-го крыла ВВС НГ штата Алабама к вылету на боевое задание во время операции «Иракская Свобода», 19-е марта 2003 года.

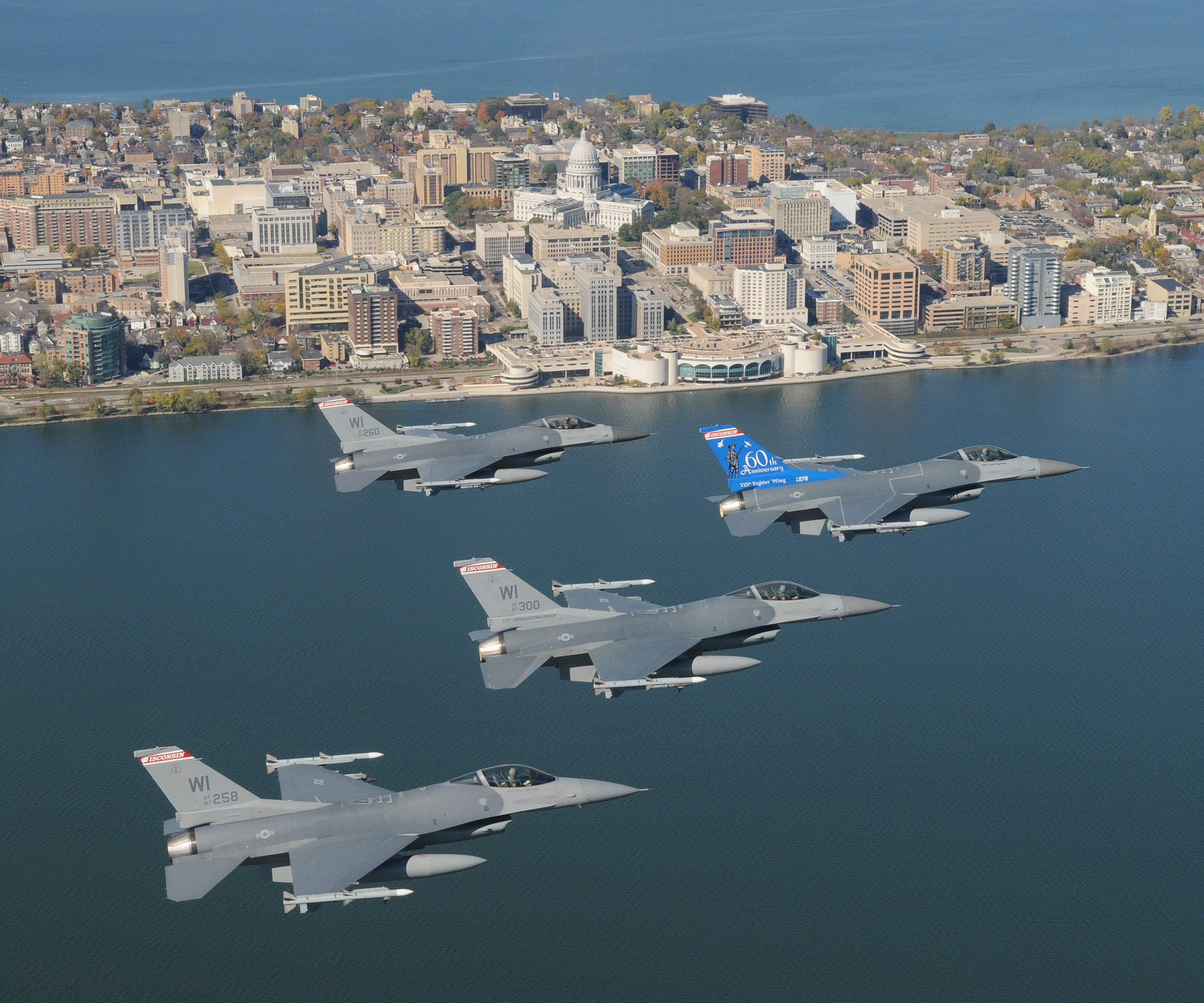
F-16 ВВС Национальной гвардии штата Висконсин в полёте над городом Мадисон, штат Висконсин.

Командующие ВВС Национальной гвардии США
| #    | Имя                                     | С               | По               |
| ---- | --------------------------------------- | --------------- | ---------------- |
| 1    | Полковник William A. R. Robertson       | 28 ноября 1945  | октября 1948     |
| 2    | генерал-майор George G. Finch           | октября 1948    | 25 сентября 1950 |
| 3    | генерал-майор Earl T. Ricks             | 13 октября 1950 | 4 января 1954    |
| 4    | генерал-майор Winston P. Wilson         | 26 января 1954  | 5 августа 1962   |
| 5    | генерал-майор I. G. Brown               | 6 августа 1962  | 19 апреля 1974   |
| 6    | генерал-майор John J. Pesch             | 20 апреля 1974  | 31 января 1977   |
| 7    | генерал-майор John T. Guice             | 1 февраля 1977  | 1 апреля 1981    |
| 8    | генерал-майор John B. Conaway           | 1 апреля 1981   | 1 ноября 1988    |
| 9    | генерал-майор Philip G. Killey          | 1 ноября 1988   | 28 января 1994   |
| 10   | генерал-майор Donald W. Shepperd        | 28 января 1994  | 28 января 1998   |
| 11   | генерал-майор Paul A. Weaver Jr.        | 28 января 1998  | 3 декабря 2001   |
| (ИО) | бригадный генерал Дэвид Брубэйкер       | 3 декабря 2001  | 3 июня 2002      |
| 12   | генерал-лейтенант Daniel James III      | 3 июня 2002     | 20 мая 2006      |
| 13   | генерал-лейтенант Крейг Ричард Маккинли | 20 мая 2006     | 17 ноября 2008   |
| (ИО) | генерал-майор Emmett R. Titshaw Jr.     | 17 ноября 2008  | 2 февраля 2009   |
| 14   | генерал-лейтенант Harry M. Wyatt III    | 2 февраля 2009  | 30 января 2013   |
| 15   | генерал-лейтенант Stanley E. Clarke III | 22 марта 2013   | 18 декабря 2015  |
| (ИО) | генерал-майор Нил Брайан                | 18 декабря 2015 | 10 мая 2016      |
| 16   | генерал-лейтенант L. Scott Rice         | 10 мая 2016     | н.в.             |

## Личный состав

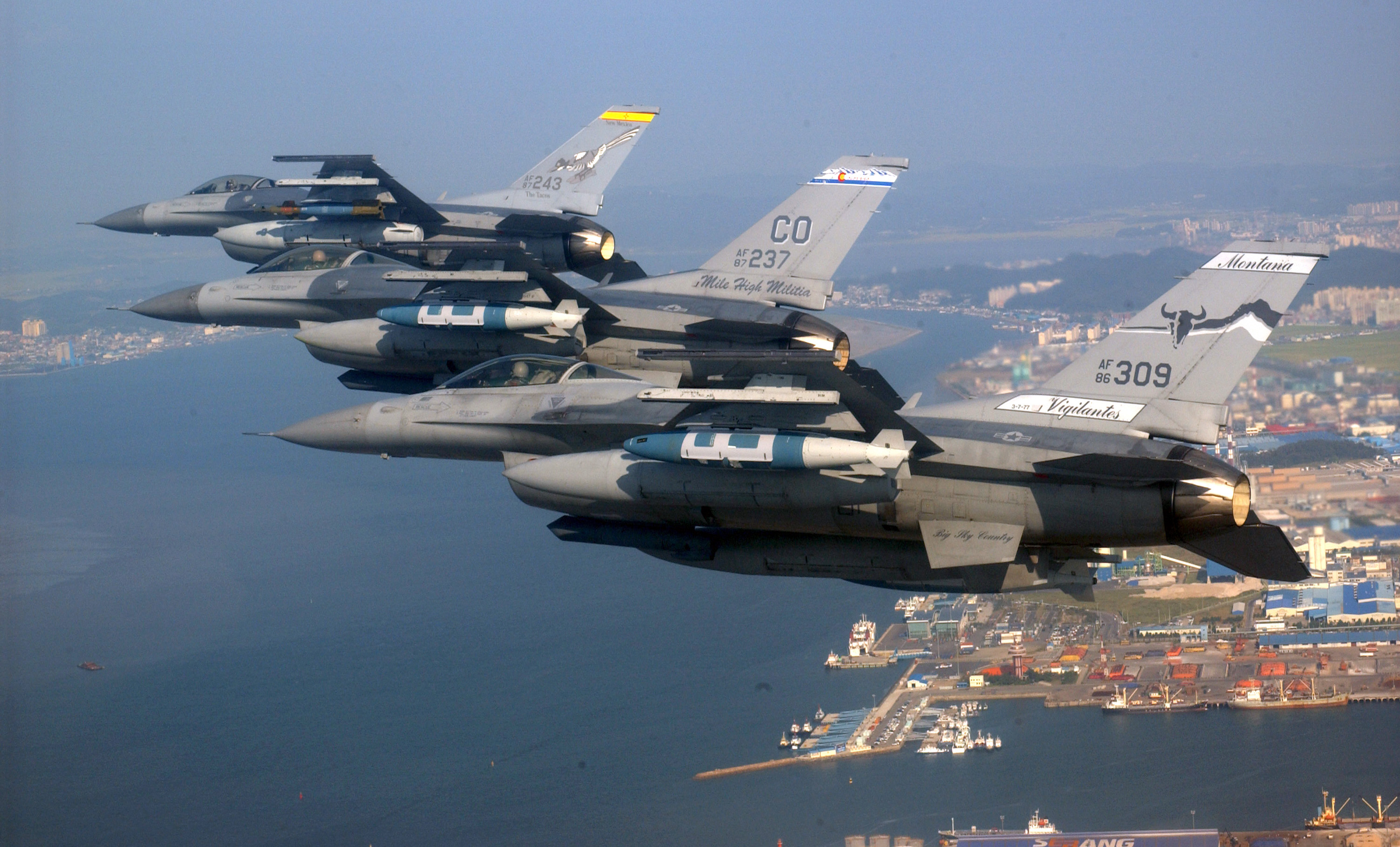
Истребители F-16 ВВС Национальной гвардии Соединённых штатов в полёте над городом Кунсан, Южная Корея. На килях самолётов видны обозначения ВВС Национальных гвардий штатов Нью-Мехико, Колорадо и Монтана.

Общая численность личного состава составляет более 106000 военнослужащих, около 14000 офицеров и более 92000 рядового и сержантского состава. Доля мужчин и женщин:
- среди офицеров составляет 83,5 % и 16,5 % соответственно,
- среди рядового и сержантского состава — 81,7 % и 18,3 %[1].

Расово-этнический состав:
- среди офицеров: белые — 86 %; афроамериканцы — 4,8 %; испано-язычные — 3,7 %; азиаты — 3,1 %; другие — 2,4 %;
- среди рядового и сержантского состава: белые — 78,3 %; афроамериканцы — 8,9 %; испаноязычные — 6,1 %; азиаты — 4 %; другие — 2,7 %[1].

## Техника и вооружение
На вооружении частей и подразделений ВВС НГ состоят все типы самолётов, за исключением стратегических бомбардировщиков, и 15 вертолётов. Общее количество:
- истребителей и штурмовиков — около 600, из них:
  - 100 F-15С и D
  - 400 F-16
  - около 100 А/ОА-10
  - F-35A - ?
- 28 самолётов разведки, управления и РЭБ,
- 258 транспортных самолётов (включая 30 стратегических С-5, восемь С-17 и 173 тактических С-130 различных модификаций);
- 235 транспортно-заправочных самолётов.

Общая численность самолётного парка составляет около 1300 самолётов.

## Базирование
ВВС Национальной гвардии имеют в своём распоряжении только две авиационные базы: Отис в штате Массачусетс и Селфридж в штате Мичиган. Части и подразделения базируются на аэродромах, принадлежащих другим авиационным командованиям, министерствам и ведомствам, а также в гражданских аэропортах. Всего для базирования авиации ВВС НГ на постоянной или временной основе используется 177 аэродромов (авиабаз):
- 69 находятся на территории гражданских аэропортов,
- 22 на авиабазах регулярных ВВС,
- 54 на «географически обособленных пунктах».